# U-124
O Unterseeboot 124 foi um submarino alemão que serviu na Kriegsmarine durante a Segunda Guerra Mundial.

## Comandantes
| Comandante                  | Período                                     |
| --------------------------- | ------------------------------------------- |
| Kptlt. Georg-Wilhelm Schulz | 11 de Junho de 1940 - 7 de Setembro de 1941 |
| KrvKpt. Johann Mohr         | 8 de Setembro de 1941 - 2 de Abril de 1943  |

## Carreira

### Subordinação
| 11 de Junho de 1940 - 2 de Abril de 1943 | 2. Unterseebootsflottille |

### Patrulhas
|       | Comandante                  | Partida     | Partida       | Chegada     | Chegada  | Dias     | Toneladas |
| ----- | --------------------------- | ----------- | ------------- | ----------- | -------- | -------- | --------- |
| 1     | Kptlt. Georg-Wilhelm Schulz | 19 Ago 1940 | Wilhelmshaven | 16 Set 1940 | Lorient  | 29 dias  | 14,463    |
| 2     | Kptlt. Georg-Wilhelm Schulz | 5 Out 1940  | Lorient       | 13 Nov 1940 | Lorient  | 40 dias  | 20,061    |
| 3     | Kptlt. Georg-Wilhelm Schulz | 16 Dez 1940 | Lorient       | 22 Jan 1941 | Lorient  | 38 dias  | 5,965     |
| 4     | Kptlt. Georg-Wilhelm Schulz | 23 Fev 1941 | Lorient       | 1 Mai 1941  | Lorient  | 68 dias  | 53,297    |
| 5     | Kptlt. Georg-Wilhelm Schulz | 10 Jul 1941 | Lorient       | 25 Ago 1941 | Lorient  | 47 dias  |           |
| 6     | Kptlt. Johann Mohr          | 16 Set 1941 | Lorient       | 1 Out 1941  | Lorient  | 16 dias  | 11,659    |
| 7     | Kptlt. Johann Mohr          | 30 Out 1941 | Lorient       | 29 Dez 1941 | Lorient  | 61 dias  | 11,125    |
| 8     | Kptlt. Johann Mohr          | 21 Fev 1942 | Lorient       | 10 Abr 1942 | Lorient  | 49 dias  | 68,215    |
| 9     | Kptlt. Johann Mohr          | 4 Mai 1942  | Lorient       | 26 Jun 1942 | Lorient  | 54 dias  | 32,429    |
| 10    | Kptlt. Johann Mohr          | 25 Nov 1942 | Lorient       | 13 Fev 1943 | Lorient  | 81 dias  | 28,259    |
| 11    | Kptlt. Johann Mohr          | 27 Mar 1943 | Lorient       | 2 Abr 1943  | Afundado | 7 dias   | 9,547     |
| Total | Total                       | Total       | Total         | Total       | Total    | 490 dias | 255 020 t |

### Navios afundados e danificados
- 46 navios afundados, num total de 219 178 GRT
- 2 navios de guerra afundados, num total de 5 775 toneladas
- 4 navios danificados, num total de 30 067 GRT

| Data        | Comandante           | Nome da Embarcação          | Toneladas | Nacionalidade   | Comboio |
| ----------- | -------------------- | --------------------------- | --------- | --------------- | ------- |
| 25 Ago 1940 | Georg-Wilhelm Schulz | Fircrest                    | 5,394     | britânico       | HX-65A  |
| 25 Ago 1940 | Georg-Wilhelm Schulz | Harpalyce                   | 5,169     | britânico       | HX-65A  |
| 25 Ago 1940 | Georg-Wilhelm Schulz | Stakesby (d.)               | 3,900     | britânico       | HX-65A  |
| 16 Out 1940 | Georg-Wilhelm Schulz | Trevisa                     | 1,813     | canadense       | SC-7    |
| 20 Out 1940 | Georg-Wilhelm Schulz | Cubano                      | 5,810     | norueguês       | OB-229  |
| 20 Out 1940 | Georg-Wilhelm Schulz | Sulaco                      | 5,389     | britânico       | OB-229  |
| 31 Out 1940 | Georg-Wilhelm Schulz | Rutland                     | 1,437     | britânico       | HX-82   |
| 1 Nov 1940  | Georg-Wilhelm Schulz | Empire Bison                | 5,612     | britânico       | HX-82   |
| 6 Jan 1941  | Georg-Wilhelm Schulz | Empire Thunder              | 5,965     | britânico       | OB-269  |
| 8 Mar 1941  | Georg-Wilhelm Schulz | Hindpool                    | 4,897     | britânico       | SL-67   |
| 8 Mar 1941  | Georg-Wilhelm Schulz | Lahore                      | 5,304     | britânico       | SL-67   |
| 8 Mar 1941  | Georg-Wilhelm Schulz | Nardana                     | 7,974     | britânico       | SL-67   |
| 8 Mar 1941  | Georg-Wilhelm Schulz | Tielbank                    | 5,984     | britânico       | SL-67   |
| 30 Mar 1941 | Georg-Wilhelm Schulz | Umona                       | 3,767     | britânico       |         |
| 4 Abr 1941  | Georg-Wilhelm Schulz | Marlene                     | 6,507     | britânico       |         |
| 7 Abr 1941  | Georg-Wilhelm Schulz | Portadoc                    | 1,746     | canadense       |         |
| 8 Abr 1941  | Georg-Wilhelm Schulz | Tweed                       | 2,697     | britânico       | OG-57   |
| 11 Abr 1941 | Georg-Wilhelm Schulz | Aegeon                      | 5,285     | grego           |         |
| 12 Abr 1941 | Georg-Wilhelm Schulz | St. Helena                  | 4,313     | britânico       |         |
| 13 Abr 1941 | Georg-Wilhelm Schulz | Corinthic                   | 4,823     | britânico       |         |
| 20 Set 1941 | Johann Mohr          | Baltallinn                  | 1,303     | britânico       | OG-74   |
| 20 Set 1941 | Johann Mohr          | Empire Moat                 | 2,922     | britânico       | OG-74   |
| 25 Set 1941 | Johann Mohr          | Empire Stream               | 2,922     | britânico       | HG-73   |
| 26 Set 1941 | Johann Mohr          | Cervantes                   | 1,810     | britânico       | HG-73   |
| 26 Set 1941 | Johann Mohr          | Lapwing                     | 1,348     | britânico       | HG-73   |
| 26 Set 1941 | Johann Mohr          | Petrel                      | 1,354     | britânico       | HG-73   |
| 24 Nov 1941 | Johann Mohr          | HMS Dunedin (D 93)          | 4,850     | britânico       |         |
| 3 Dez 1941  | Johann Mohr          | Sagadahoc                   | 6,275     | norte-americano |         |
| 14 Mar 1942 | Johann Mohr          | British Resource            | 7,209     | britânico       |         |
| 17 Mar 1942 | Johann Mohr          | Acme (d.)                   | 6,878     | norte-americano |         |
| 17 Mar 1942 | Johann Mohr          | Ceiba                       | 1,698     | hondurenho      |         |
| 18 Mar 1942 | Johann Mohr          | E.M. Clark                  | 9,647     | norte-americano |         |
| 18 Mar 1942 | Johann Mohr          | Kassandra Louloudis         | 5,106     | grego           |         |
| 19 Mar 1942 | Johann Mohr          | Papoose                     | 5,939     | norte-americano |         |
| 19 Mar 1942 | Johann Mohr          | W.E. Hutton                 | 7,076     | norte-americano |         |
| 21 Mar 1942 | Johann Mohr          | Atlantic Sun (danificado)   | 11,355    | norte-americano |         |
| 21 Mar 1942 | Johann Mohr          | Esso Nashville (danificado) | 7,934     | norte-americano |         |
| 23 Mar 1942 | Johann Mohr          | Naeco                       | 5,373     | norte-americano |         |
| 12 Mai 1942 | Johann Mohr          | Cristales                   | 5,389     | britânico       | ONS-92  |
| 12 Mai 1942 | Johann Mohr          | Empire Dell                 | 7,065     | britânico       | ONS-92  |
| 12 Mai 1942 | Johann Mohr          | Llanover                    | 4,959     | britânico       | ONS-92  |
| 12 Mai 1942 | Johann Mohr          | Mount Parnes                | 4,371     | grego           | ONS-92  |
| 9 Jun 1942  | Johann Mohr          | FFL Mimosa (J-6254)         | 925       | francês         | ONS-100 |
| 12 Jun 1942 | Johann Mohr          | Dartford                    | 4,093     | britânico       | ONS-100 |
| 18 Jun 1942 | Johann Mohr          | Seattle Spirit              | 5,627     | norte-americano | ONS-102 |
| 28 Dez 1942 | Johann Mohr          | Treworlas                   | 4,692     | britânico       |         |
| 9 Jan 1943  | Johann Mohr          | Birmingham City             | 6,194     | norte-americano | TB-1    |
| 9 Jan 1943  | Johann Mohr          | Broad Arrow                 | 7,718     | norte-americano | TB-1    |
| 9 Jan 1943  | Johann Mohr          | Collingsworth               | 5,101     | norte-americano | TB-1    |
| 9 Jan 1943  | Johann Mohr          | Minotaur                    | 4,554     | norte-americano | TB-1    |
| 2 Abr 1943  | Johann Mohr          | Gogra                       | 5,190     | britânico       | OS-45   |
| 2 Abr 1943  | Johann Mohr          | Katha                       | 4,357     | britânico       | OS-45   |
| Total       | Total                | Total                       | 255 020   |                 |         |